# قطا متوج
القطا المتوٍج (الاسم العلمي: Pterocles coronatus) (بالإنجليزية: Crowned Sandgrouse)‏ هو طائر ينتمي إلى قطويات (فصيلة: Pteroclididae) ، ينتشر في الشرق الأوسط وشمال أفريقيا. يستوطن أقسى سهول المنطقة الداخلية وأكثرها ارتفاعاً في درجات الحرارة. تطير هذه الطيور التي تتمتع بحس مدهش يومياً وبأعداد تصل في بعض الأحيان إلى الآلاف لمسافات تصل إلى 50 كم للوصول إلى الحفر الحاوية للماء. وبفضل النوعية المميزة للريش الموجود على صدرها تتمكن هذه الطيور من الاحتفاظ بالماء لحين عودتها إلى أعشاشها كي تروح عن صغارها قبل أن تبدأ بالطيران .
وسميت قطا لأن ريش ظهرها مخطوط بخطوط متشعبة مثل ظهر القط البري وريش بطنها أبيض وهذا النوع من الطيور التي تحضن بيضها على الأرض بعد فحصها بأظافرها وتخصيص المكان الذي تستطيع تغطيته ثم بعد ذلك تضع بيضها الذي لا يتجاوز ثلاث بيضات تبلغ المدة بينهم من ثلاثة أيام إلى أسبوع في بعض الأحيان كما أنها تمشي أكثر مما تطير وتتميز كذلك بالتزاوج أي كل اثنين مع بعضهما البعض يتكون كل زوج من ذكر وأنثى .
كما أن الذكر أكبر قليلا من الأنثى التي تبني العش بنفسها ولا تسمح لأحد ان يساهم في بنائه لهذا يقال أنها أنانيه لأنها لا تقوم باستخدام القش أو الحلفاء المتطايرة في البراري على غرار باقي الطيور لكي لا يساهم معها في بنائه طائر ولو بقشة .

## وصلات خارجية
- الحيوان البري في البلاد العربية من الموسوعة العربية العالمية